# One South Broad
One South Broad, también conocido como Lincoln-Liberty Building o PNB Building, es una torre de oficinas de 28 pisos y 144 m en el City Center de la ciudad de Filadelfia, en el estado de Pensilvania (Estados Unidos). La torre art déco, diseñada por el arquitecto John Torrey Windrim como un anexo de los grandes almacenes de Wanamaker's, se completó en 1932. La tienda de hombres de Wanamaker abrió en los primeros siete pisos del edificio, que se encuentra a una cuadra de la tienda principal de Wanamaker, y estaba destinada a competir con los grandes almacenes europeos con su tamaño y oferta. En 1952, el Philadelphia National Bank (PNB) compró el edificio y lo convirtió en oficinas y espacio bancario. Hasta 2014, el campanario estaba decorado por los cuatro lados con las iniciales de PNB en acero inoxidable de 4,9 metros (m) de altura. Wells Fargo es el inquilino principal y ocupa casi la mitad del edificio. El antiguo espacio bancario a nivel de la calle se convirtió en espacio comercial y de restaurante en 2000.
Con 43.000 m² de espacio, One South Broad cuenta con un vestíbulo de galería de tres pisos que se conecta con el Widener Building, adyacente al sur. Los pisos 24 y 25 originalmente presentaban un lujoso penthouse diseñado para Rodman Wanamaker y su esposa; fue convertido para uso de oficina en 2000 por la agencia de publicidad Red Tettemer O'Connell + Partners. La torre alberga la Campana del Fundador de 17 toneladas, una de las más grandes del mundo, un homenaje a John Wanamaker de su hijo Rodman. Inscrita en el Registro de Lugares Históricos de Filadelfia por la Comisión Histórica de Filadelfia, la campana suena cada hora, excepto los domingos.

## Historia

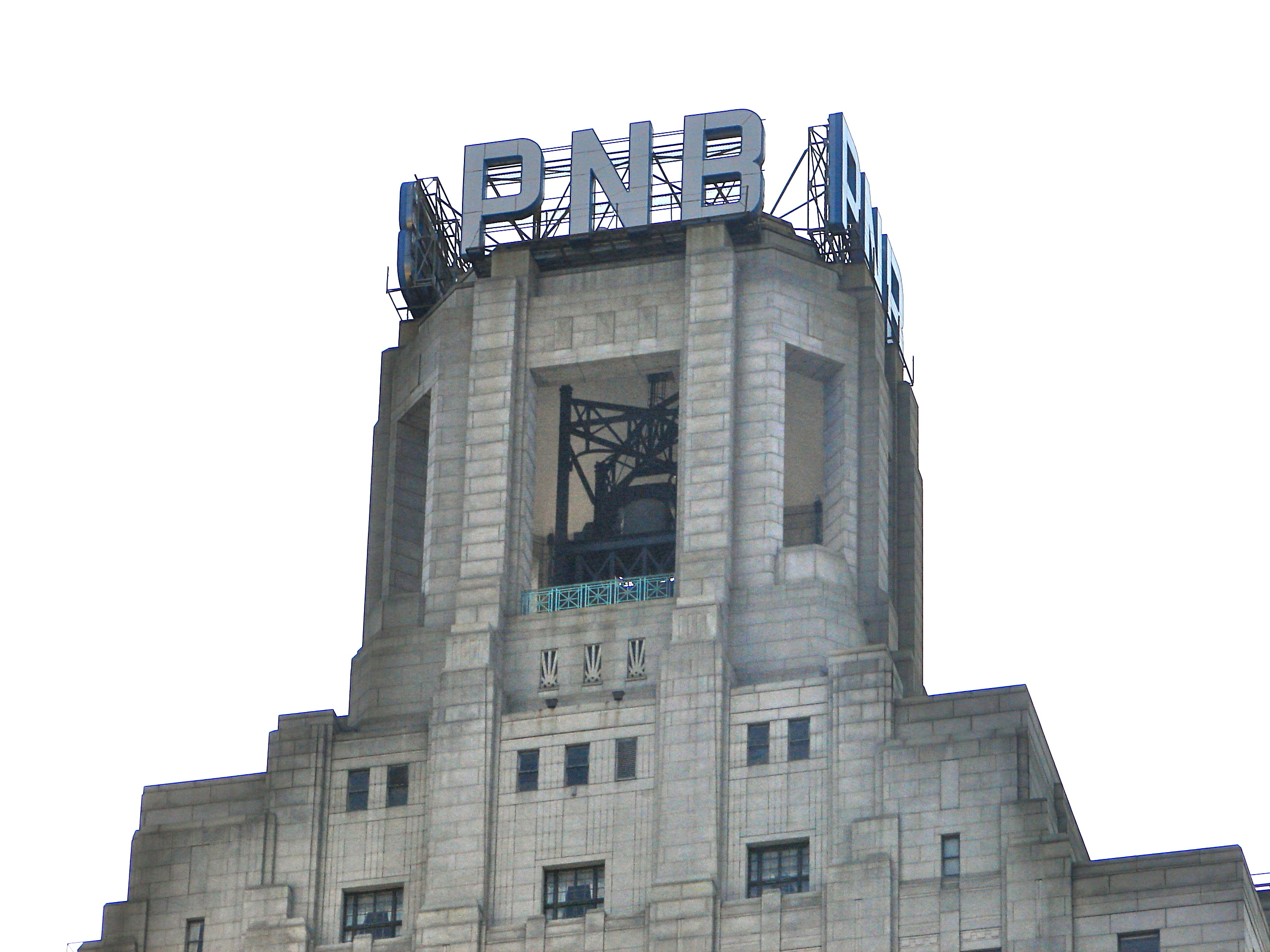
El Philadelphia National Bank colocó sus iniciales en el campanario en la década de 1950.

A finales de la década de 1920 se estaban construyendo varios rascacielos en el Centro de Filadelfia. Entre las empresas que construían sus propios rascacielos se encontraba la tienda por departamentos de Wanamaker's. Bajo la dirección del presidente de Wanamaker, William L. Nevin, Wanamaker's decidió expandir su tienda en Filadelfia mediante la construcción de un nuevo edificio que contendría una tienda para el "caballero de Filadelfia". Nevin ordenó a Wanamaker's que comprara una propiedad en South Broad Street al otro lado de la calle del Ayuntamiento de Filadelfia. La tierra fue el sitio de dos rascacielos de 13 pisos de finales del siglo XIX. En la esquina de Broad y Penn Square se encontraba el Lincoln Building, originalmente llamado Betz Building. Al sur de eso estaba el Liberty Building en la esquina de las calles Broad y Chestnut. Ambos edificios fueron demolidos en 1926 para dar paso al Lincoln-Liberty Building.
El Lincoln-Liberty, terminado en 1932, estaba destinado a albergar en parte una gran tienda por departamentos y oficinas. La piedra angular del edificio se colocó el 1 de octubre de 1932 con una ceremonia a la que asistieron William L. Nevin y ejecutivos de Wanamaker de Nueva York, París y Londres. La tienda Wanamaker abrió el 12 de octubre de 1932, con cuatro cornetas de Wanamaker tocando una diana y el sonido de la campana de los fundadores del edificio. Inaugurado durante la Gran Depresión, Nevin dijo que el nuevo edificio era una señal de la fe de la tienda en que la economía mejoraría. Con la intención de rivalizar con los grandes almacenes europeos en tamaño y selección, la tienda pidió 2 millones de dólares en mercancías y fue la más grande de su tipo en el mundo. Ya en 1939 había rumores de que cerraría, pero Wanamaker's no lo haría a menos que un inquilino de reemplazo aceptara alquilar el espacio. Cuando eso sucedió en la década de 1950, la tienda de hombres se trasladó al edificio Wanamaker al final de la calle.
A principios de la década de 1950, el PNB necesitaba expandirse a un espacio más grande del que ocupaba actualmente. El 3 de noviembre de 1952, el banco compró el Lincoln-Liberty por 8,75 millones de dólares. El banco gastó millones de dólares en modernizarlo y en convertir los antiguos pisos de los grandes almacenes en espacio bancario. Entre los cambios estuvo la adición de un letrero con las iniciales del banco en 1955. El banco abrió oficialmente en lo que ahora se llama el PNB Building el 16 de enero de 1956. La apertura incluyó encender un indicador meteorológico en la azotea y la celebración del 250 aniversario del nacimiento de Benjamin Franklin.

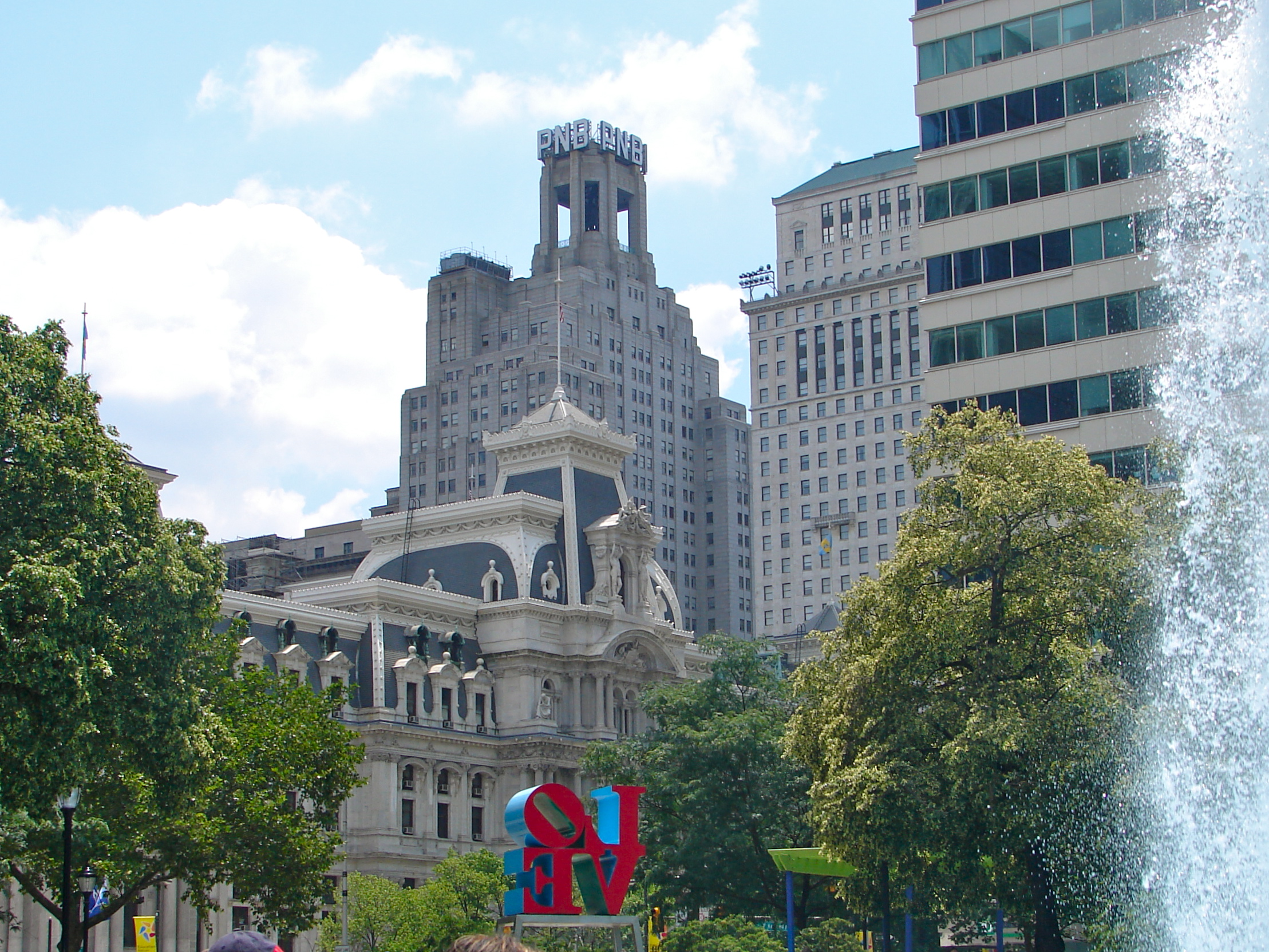
Vista desde el LOVE Park con el Ayuntamiento frente a One South Broad.

El edificio fue propiedad de PNB y más tarde de su empresa matriz CoreStates hasta que fue vendido al JPMorgan Strategic Property Fund en 1996 por casi 28,5 millones de dólares. En 1998, el segundo inquilino más grande del edificio, el bufete de abogados Drinker Biddle & Reath, se fue a One Logan Square. La vacante resultante llevó a los propietarios a renovar el edificio, rebautizado como One South Broad, a un costo de 10 millones de dólares. Las renovaciones incluyeron la modernización de los ascensores, los sistemas de seguridad y protección y la conversión de los pisos inferiores en espacios comerciales y de restaurantes. Las renovaciones tomaron dieciocho meses y One South Broad se volvió a dedicar oficialmente el 3 de mayo de 2000.
En abril de 2003, JPMorgan vendió One South Broad al inversor inmobiliario David Werner por 48 millones de dólares. Ocupado en un noventa por ciento en 2003, el inquilino más grande de One Broad Street era el banco Wachovia. Wachovia había ganado espacio para oficinas en la torre después de fusionarse con First Union Corporation, que se había fusionado con CoreStates en 1998. En 2006, Wachovia renegoció su contrato de arrendamiento, que debía expirar en 2010. Después de buscar otro espacio potencial en Center City, Wachovia hizo un trato para quedarse en One South Broad y tres propiedades cercanas, el edificio Witherspoon, el Wells Fargo Building, y el vecino edificio Widener, hasta la década de 2020.

## Arquitectura
One South Broad es una torre de oficinas art déco de 28 pisos de 144 m en el sur de Broad Street en el centro de la ciudad de Filadelfia, Pensilvania. Diseñado por el arquitecto John Torrey Windrim, el rascacielos contiene 43.000 m² de espacio. One South Broad originalmente tenía una fachada inferior ornamentada con muchos detalles y acanaladuras que se eliminaron en la renovación de la década de 1950. Las renovaciones incluyeron la adición de losas de granito negro en la fachada a nivel de la calle. Estos se eliminaron en la renovación de 2000 y se reemplazaron con granito italiano importado para adaptarse mejor a la arquitectura original del rascacielos. La renovación de 2000 también creó una nueva entrada en el frente de Broad Street del edificio, que conduce a un vestíbulo de galería de tres pisos. Este se amplió demoliendo una pared y conectándolo con el vestíbulo del edificio vecino Widener.
Con 840 m² cada uno, los pisos 24 y 25 se utilizaron como un ático para Rodman Wanamaker, que consta de cinco dormitorios, seis baños y terrazas al aire libre. Las habitaciones tenían pisos de madera, chimeneas de mármol y molduras de techo de yeso fundido detalladas. Originalmente, el ático iba a ser para Wanamaker y su esposa, pero este murió en 1928 antes de que se completara el edificio. La viuda vivió allí solo brevemente. Los áticos se convirtieron en oficinas en 2000 por la agencia creativa Red Tettemer + Partners. La firma Agoos / Lovera Architects modernizó el espacio básico de oficinas en el piso 24, y conservó las molduras ornamentadas y los materiales que decoran el resto del espacio del antiguo ático.
Las iniciales del PNB adornaban la parte superior del edificio, que rodeaba la parte superior del campanario de la estructura, hasta 2014. Las letras, que estaban hechas de acero inoxidable de 4,9 m, pesaban cada una 1.400 kg. Hasta la década de 1970, PNB usó el letrero para pronosticar el clima iluminando las letras en rojo para indicar una tendencia de calentamiento, o en verde para predecir lo contrario. Wachovia consideró eliminarlo en 2003 para reemplazarlo con su propio letrero, pero, en respuesta, algunos habitantes de Filadelfia expresaron nostalgia por el nombre de la antigua institución de Filadelfia y esperaban que se quedara. La Comisión Histórica de Filadelfia declaró que el letrero no era una parte integral del diseño del edificio ni era tan importante para la ciudad como el letrero del cercano edificio PSFS. El 17 de agosto de 2014, tres de las cartas de la PNB fueron retiradas del edificio en helicóptero, y las nueve restantes fueron retiradas el 16 de noviembre siguiente.

### La campana del fundador

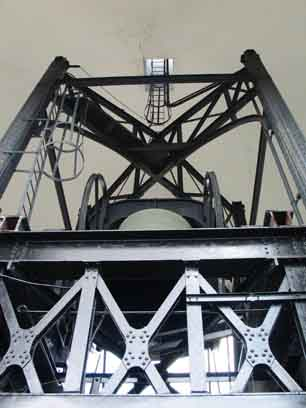
La campana del fundador.

Dentro del campanario se encuentra la campana del fundador de 15 toneladas. La campana fue hecha en 1925 por encargo de Rodman Wanamaker para honrar a su padre John Wanamaker, fundador de los grandes almacenes. Hecha por Gillett & Johnston en Croydon, Inglaterra, la campana mide 2,90 m en el borde y 2,36 m de altura y es una de las campanas más grandes del mundo. Fue llevada en 1926 por el transatlántico Ascania de Cunard a  Nueva York, desde donde fue transportada a Filadelfia por ferrocarril. La campana fue transportada en un vagón plano y tenía un espacio libre de solo 5,1 cm en algunos de los túneles por los que pasó el tren
Sintonizado con una clave de bajo en D bajo, el hogar original de la campana era el Wanamaker Building, a una cuadra de One South Broad. Colgaba 99 m sobre la calle en una torre construida especialmente en el techo del edificio. Colgado el 23 de diciembre de 1926, la campana se tocó por primera vez en la Nochevieja de ese año. Actualmente suena cada hora, excepto los domingos. Al principio estaba destinada a balancearse en la torre en la parte superior de One South Broad, pero su movimiento sacudió el edificio. La hace sonar un martillo impulsado por un motor eléctrico de 230 voltios. Su sonido de la campana se puede escuchar a 40 km y a menudo se asume erróneamente que proviene de la torre del reloj del Ayuntamiento al otro lado de la calle.
El director de la Orquesta de Filadelfia, Leopold Stokowski, escribió en 1962 que la campana tenía "uno de los sonidos más finos que he escuchado en Estados Unidos, Europa o Rusia". En junio de 2000, la Campana del Fundador fue agregada al Registro de Lugares Históricos de Filadelfia por la Comisión Histórica de Filadelfia.

## Inquilinos
La tienda para hombres de Wanamaker ocupó los primeros siete pisos del rascacielos hasta 1952, cuando el PNB se mudó al edificio. Con los años, PNB se convirtió en CoreStates, First Union Corp, Wachovia y finalmente Wells Fargo. Wells Fargo, que compró Wachovia en 2008, es el inquilino principal de One Broad Street y ocupa aproximadamente la mitad del edificio. Otros inquilinos incluyen varios bufetes de abogados, la firma de publicidad Nitrogen US, la firma de relaciones públicas Tonic Life Communications, la compañía consultora Electronic Ink y la agencia de publicidad Red Tettemer O'Connell + Partners. Entre los inquilinos anteriores se encuentran Sylvania Electric Products, el bufete de abogados Drinker Biddle & Reath y el bufete de publicidad y relaciones públicas Earle Palmer Brown.
El espacio a nivel de la calle se convirtió en una sucursal bancaria cuando PNB compró el edificio. Esta cerró en la década de 1990 y el lugar se convirtió en dos áreas de aproximadamente 740 m² destinadas al uso minorista o restaurante. Un restaurante McCormick & Schmick's abrió en la esquina de Broad-Street-Penn-Square en 2001. A finales de 2002, la esquina de las calles Broad y Chestnut estaba ocupada por una librería Borders, que se mudó a los 2.500 m² de espacio después de desocupar la ubicación de 1727 Walnut Street que había ocupado desde 1990. Borders cerró su tienda en 2011. Actualmente, un Walgreens de tres pisos ocupa el sitio (2014) y áreas del techo de yeso de la tienda Wanamaker son visibles en los pisos superiores.